# Аксиома Мартина
Аксиома Мартина — утверждение о достаточных условиях существования ультрафильтра на булевой алгебре, является следствием континуум-гипотезы. Широко используется в общей топологии и теории множеств.

## Формулировка
Если {\displaystyle B} — булева алгебра, удовлетворяющая условию счётности цепей, и {\displaystyle F} — семейство подмножеств {\displaystyle B}, такое, что {\displaystyle |F|<2^{\aleph _{0}}}, то существует {\displaystyle F} — полный ультрафильтр {\displaystyle G} на {\displaystyle B}.

## Замечания
- Частично упорядоченное множество {\displaystyle (P,<)} удовлетворяет условию счётности цепей, если каждое множество попарно несовместимых элементов {\displaystyle P} имеет мощность счётного множества.